# Ebenezer Strict Baptist Chapel (Melksham)
De Ebenezer Strict Baptist Chapel is een Strict Baptist kapel aan de Union Street in het dorp Melksham in het Engelse graafschap Wiltshire. De kapel is gebouwd in 1835, wat zichtbaar is op een ingemetselde gedenksteen. De gemeente is opgericht in 1821.
Het kerkje heeft een zogenaamd Welsh leien dak en staat op enige afstand van de weg. Kenmerken zijn de twee pilaren naast de centrale toegangsdeur. Diensten worden gehouden op zondagen om 10.45 en 18.15 en op dinsdagen om 19.15. In 1985 is het kerkje geplaatst als Grade II op de lijst van English Heritage onder nr. ID: 314365. Deze definieerde de kapel als nationally important building of special interest.
Heden ten dage telt de kerkelijke gemeente circa 40 leden.